# Смерть в облаках
«Смерть в облаках» (англ. Death in the Clouds) — детективный роман Агаты Кристи, впервые опубликованный в 1935 году издательством Dodd, Mead and Company (США) под названием «Death in the Air» (рус. Смерть в воздухе), и в том же году издательством Collins Crime Club (Великобритания) под оригинальным названием. Следствие ведут Эркюль Пуаро и старший инспектор Джепп.

## Сюжет
Пуаро летит на самолёте рейсом из Парижа в Кройдон. За некоторое время до посадки самолета, мадам Жизель — процентщицу — обнаруживают мёртвой. Сначала причиной смерти называют укус осы, но Пуаро быстро выясняет, что смерть наступила от укола отравленным дротиком. Такой дротик можно было выпустить из духовой трубки. Под подозрение попадают все пассажиры самолёта, включая Пуаро.

## Персонажи

### Пассажиры в задней части салона самолёта Прометей
- Место № 2: Мари Анжелика Жизель, (Урождённая Моризо), Парижская дама, жертва убийства
- Место № 4: Джеймс Белл Райдер, директор цементной компании
- Место № 5: Арман Дюпон, археолог
- Место № 6: Жан Дюпон, археолог, сын Армана Дюпона
- Место № 8: Даниэль Клэнси, автор детективных рассказов. Уилбрахам Брис, вымышленный детектив романов Клэнси
- Место № 9: Эркюль Пуаро, бельгийский детектив
- Место № 10 : Роджер Джеймс Брайанд, врач с Харли-стрит
- Место № 12 : Норман Гейл, дантист
- Место № 13 : Леди Хорбери, ранее Сесилия Блэнд (сценический псевдоним), настоящее имя Марта Джебб
- Место № 16 : Джейн Грей, ассистент парикмахера
- Место № 17 : Венеция Керр, «близкая» лорда и леди Хорбери
- Передняя кабина: Мадлен, горничная леди Хорбери, путешествует в передней кабине

### Стюарды
- Генри Чарльз Митчелл, главный стюард
- Альберт Дэвис, второй стюард

### Другие персонажи
- Инспектор Джепп, полицейский из Лондона
- Александр Тибо, адвокат мадам Жизель
- Джеймс Уистлер, судебный врач, который управлял аэропортом "Кройдон"
- Генри Уинтерспун, главный аналитик правительства, знающий редкие яды
- Инспектор Фурнье, полицейский в Париже
- Элиза Грандье, компаньонка мадам Жизель
- Г-н Зеропулос, греческий антиквар в Париже
- Жюль Перро, сотрудник аэропорта
- Лорд Стивен Хорбери, муж леди Хорбери
- Мисс Росс, стоматологический помощник Нормана Гейл
- Раймонд Барраклав, любовник Леди Хорбери

## Цитата
Голова мадам Жизель, занимавшей сиденье номер 2 в конце салона, свесилась вниз. Женщину можно было принять за спящую, но она не спала, не говорила и не думала. Мадам Жизель была мертва…

Митчелл долго не беспокоил пассажирку. Наконец, минут за пятнадцать до Кройдона, он осмелился обратиться к ней: 

— Простите, вот ваш счёт, мадам… 

Он осторожно коснулся рукой плеча женщины. Она не проснулась. Он слегка потормошил её. Неожиданно леди безвольно сползла с сиденья. Митчелл, холодея от испуга, наклонился над дамой, затем, побледнев, выпрямился…

## Отзывы
- Газета The Times опубликовала рецензию 2 июля 1935 года, где назвала сюжет «интригующим», что же касается манеры Кристи выбирать необычные места с ограниченным пространством для совершения убийств в своих произведениях (например, «Убийство в «Восточном экспрессе»», Тайна «Голубого поезда»), то «как бы часто она не прибегала к ней, оригинальности это не убавляет»[2].
- Книжное обозрение газеты The Times (англ. Times Literary Supplement) от 4 июля 1935 года опубликовало вторую рецензию на роман: «Любой из девяти пассажиров и двух стюардов могли быть подозреваемыми. Они и были, включая Клэнси, автора детективов, которого автор с очевидным удовольствием сделала абсурдным…»[3].
- Джанет Морган, официальный биограф Агаты Кристи подчеркнула, что критика в отношении убийства, совершённого при помощи переодевания в слугу не может быть признана состоятельной. Отмечая, что такой приём очень характерен для писательницы, она отмечала: «Но суть не в этом, главное, „прислуга“ у Кристи — это социальная роль, такая же, как „полицейский“ или „почтальон“. Этому способствует и форменная одежда — она обязывает вести себя соответственно униформе, усиливая „ролевой“ эффект»[4].

## Связь с другими произведениями Кристи
- В главе 7 Пуаро говорит, что в одном из дел об отравлении убийца использовал «психологический» момент для своей цели, аллюзия на «Трагедию в трёх актах»
- В главе 21 Пуаро упоминает дело, в котором все подозреваемые лгали, аллюзия на «Убийство в «Восточном экспрессе»».
- В главе 12 другого романа о Пуаро, «Миссис Макгинти с жизнью рассталась», писательница детективов миссис Ариадна Оливер (считается, что под этим именем Кристи вводила в свои романы саму себя) говорит, что в одной из своих книг «…трубку для отравленных стрел я сделала на фут длиннее, чем полагается, семь футов вместо шести[5]… мне об этом написали из какого-то музея». Этим самым Кристи намекает на свою ошибку в романе «Смерть в облаках»

## Экранизация
По роману в 1992 году снят один из эпизодов британского телесериала «Пуаро Агаты Кристи» с Дэвидом Суше в роли Пуаро.
В сериале в роли самолёта, в котором произошло убийство, снимали DC-3, который на момент написания романа, даже ещё и не взлетел — первый полёт этого самолёта состоялся в декабре 1935 года. Наиболее вероятным прототипом лайнера "Prometheus" является лайнер HP-42W "Heracles".
Несколько сцен в серии происходят во время чемпионата Франции по теннису, который выигрывает британец Фред Перри. При этом счёт матчей, показываемый на экране, соответствует реальному счёту, с которым проходили матчи турнира 1935 года.